# وحدة الصيدلة والدواء
وحدة الصيدلة والدواء (و.ص.د) هيكل إداري وفني تابع لوزارة الصحة العمومية التونسية.
تهتم هذه الوحدة بالجوانب الإدارية المتعلقة بالصيدلة والدواء والأنشطة المشابهة لها وتنسق أنشطة النظام الوطني لضمان جودة الأدوية. كما تقوم و.ص.د بالمراقبة الفنية عند استيراد المواد شبه الصيدلية والمعدات الطبية ومواد التجميل التي يقتصر بيعها على الصيدليات.
وحدة الصيدلة والدواء تشرف أيضا على الهياكل الحكومية في مجالي الصيدلة والدواء وتنظم قطاع المؤثرات العقلية والمخدرات على المستويين الوطني والدولي.
منذ 17 ماي 1998 أصبحت وحدة الصيدلة والدواء مركزا متعاونا مع منظمة الصحة العالمية في ميدان تسجيل الأدوية والتشريع الصيدلي، وهي تتمتع منذ سنة 2001 بدعم التعاون الدولي الإيطالي لتعزيز أنشطتها.

## وصلات خارجية
- موقع وحدة الصيدلة والدواء.